# Kornmod
Kornmod og sildeglimt er folkemindeord for det fænomen, meteorologer kalder "fjerne lyn". Fænomenet ses oftest i sensommeren, den typiske høstsæson, heraf det populære navn kornmod. Nattelyn kan ses op til flere hundrede kilometer væk. Torden kan kun sjældent høres over 20 kilometer væk og det er grunden til de "lydløse" lyn om natten.

I sensommeren forekommer der nu og da tordenvejr, som er udløst fra altocumulus skyer. Den optårnede altocumulus castellanus kaldes også for "tordenbebuder" af meteorologer. Mange lyn fra disse skyer springer fra sky til sky i stedet for at slå ned og kan ses på så stor afstand, at lyset når frem til observatøren, men ikke lyden fra den tilhørende torden. 
I oldtiden troede man, at det var Thors stridsvogns hjul, der glimtede, så kornet modnede.